# Bernd Krückel

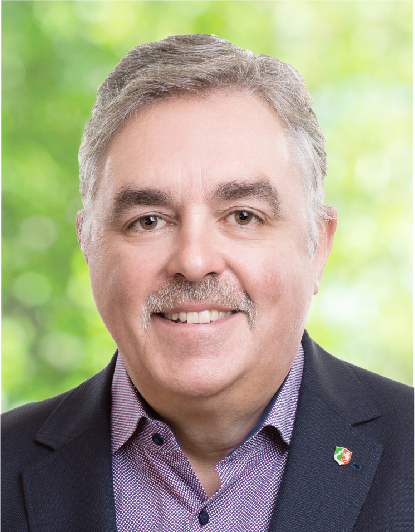
Portraitbild des Politikers Bernd Krückel MdL

Bernd Krückel (* 10. August 1964 in Heinsberg) ist ein deutscher Politiker (CDU).
Er zog nach der Landtagswahl 2005 erstmals in den Landtag NRW ein und 2010, 2012, 2017 und 2022 erneut.

## Leben
Krückel machte 1984 das Abitur am Cusanus-Gymnasium Erkelenz. Er absolvierte bis 1987 eine Ausbildung zum Fachangestellten in steuer- und wirtschaftsberatenden Berufen und leistete bis September 1988 seinen Wehrdienst bei der Luftwaffe.
Neben seinem 1988 aufgenommenen Studium der Betriebswirtschaftslehre an der RWTH Aachen, das er mit dem Abschluss Diplom-Kaufmann beendete, arbeitete Krückel als Steuerfachangestellter.
Er ist seit April 2003 selbstständiger Steuerberater.
Neben seiner Arbeit als Steuerberater war Krückel Dozent bei Industrie- und Handelskammern, insbesondere im Rahmen der Ausbildung von Bilanzbuchhaltern und Versicherungsfachleuten sowie von Existenzgründern und bei den steuerlichen Grundlagen im Rahmen von Fördermaßnahmen des Arbeitsamts.
Krückel ist verheiratet, hat zwei Kinder und wohnt in Heinsberg-Waldenrath.

## Politik

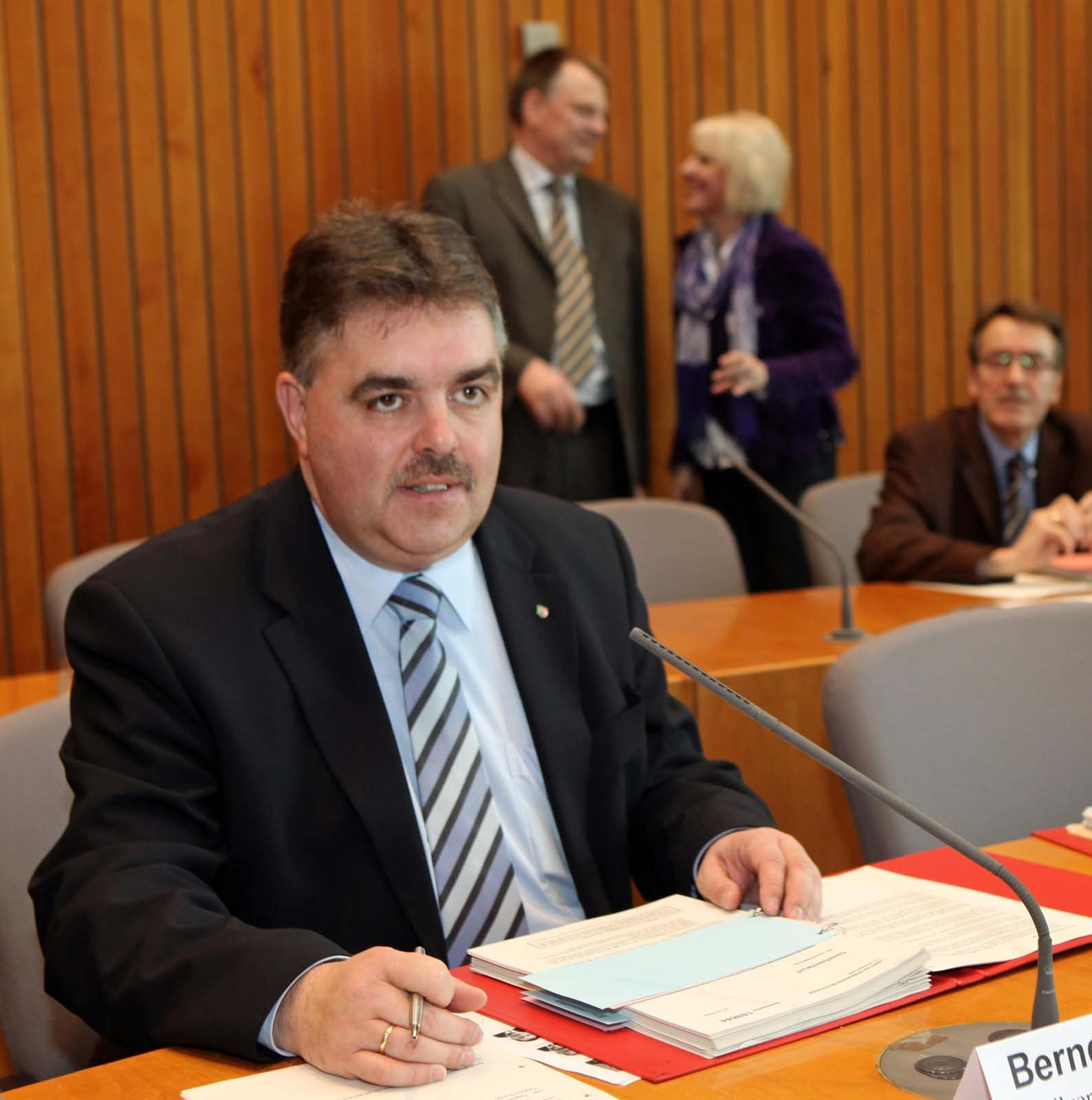
Bernd Krückel im Haushalts- und Finanzausschuss (2009)

Von 1979 bis 1999 war Krückel Mitglied der Jungen Union (JU). Er war Stadtverbandsvorsitzender und Kreisvorsitzender der Jungen Union (JU) im Kreisverband Heinsberg.
Krückel ist seit 1981 Mitglied der CDU. Er war von November 2005 bis Januar 2024 Vorsitzender des CDU-Kreisverbandes Heinsberg und ist seit 2011 stellvertretender Bezirksvorsitzender des CDU-Bezirksverbandes Aachen.
Im Mai 2005 wurde Krückel in seinem Wahlkreis (Heinsberg I) erstmals in den Landtag Nordrhein-Westfalen gewählt. Auch 2010, 2012, 2017 und 2022 erhielt er in seinem Wahlkreis die meisten Stimmen und damit das Direktmandat.
Krückel vertrat seit 2005 die CDU-Landtagsfraktion im Haushalts- und Finanzausschuss, im Ausschuss für Haushaltskontrolle sowie im Ausschuss Landesbetriebe und Sondervermögen. Er ist seit 2012 als Finanzbeauftragter Mitglied im geschäftsführenden Fraktionsvorstand der CDU.
Er ist weiterhin Mitglied im Haushalts- und Finanzausschuss und Mitglied im Ausschuss für Haushaltskontrolle.

## Sonstiges
Krückel ist ehrenamtlich aktiv und war lange in der kirchlichen Gremienarbeit aktiv, z. B. als Mitglied des Pfarrgemeinderates, Kirchenvorstands und des Diözesankirchensteuerrates. Er war bis 2017 als Mitglied des Caritasrates für die Region Heinsberg und als Beirat der Justizvollzugsanstalt Heinsberg tätig.
Krückel war von 1989 bis 2024 Mitglied im Aufsichtsrat einer mittelgroßen Genossenschaftsbank, im November 1994 wurde er stellvertretender Aufsichtsratsvorsitzender und von 2004 bis 2024 war er Aufsichtsratsvorsitzender dieser Bank.